# Dina Sanichar
Dina Sanichar
Dina Sanichar est un homme indien né en 1860 ou 1861 et mort en 1895, célèbre pour avoir été partiellement élevé par des loups. Ses origines précises sont inconnues.
Il pourrait avoir été l'inspiration principale du personnage de Mowgli dans le Livre de la jungle. 

## Biographie
Découvert dans une grotte du district de Bulandshahr par William Lowe (en) en 1867,, Dina Sanichar a ensuite été envoyé à l'orphelinat Secundra d'Agra. C'est là que lui fut donné son nom (qui veut dire "Samedi"), et enseigné les mœurs et la culture de l'Inde britannique. Son arrivée fut notable du fait que Sanichar marchait à quatre pattes et mangeait de la viande crue ; par ailleurs, sa communication se composait principalement de sons semblables à ceux émis par un loup. 
Bien que Sanichar ait passé le reste de sa vie parmi des humains, il n'a jamais réussi à vraiment s'adapter et est resté socialement handicapé toute sa vie. Il a cependant été un fumeur invétéré. 
Dinar Sanichar est décédé en 1895 de la tuberculose.  